# Bocages et vergers du sud Pays d'Auge
Bocages et vergers du sud Pays d'Auge este o arie protejată (sit de importanță comunitară — SCI) din Franța întinsă pe o suprafață de 21.510,91 ha, integral pe uscat.

## Localizare
Centrul sitului Bocages et vergers du sud Pays d'Auge este situat la coordonatele 48°44′02″N 0°17′49″E / 48.73389°N 0.29694°E.

## Înființare
Situl Bocages et vergers du sud Pays d'Auge a fost declarat arie specială de conservare în baza directivei 92/43 din 1992 referitoare la conservarea habitatelor naturale și a faunei și florei sălbatice pentru a proteja 3 specii de animale.

## Biodiversitate
Situată în ecoregiunea atlantică, aria protejată nu include niciun habitat protejat.
La baza desemnării sitului se află mai multe specii protejate de  nevertebrate (3): croitorul mare al stejarului (Cerambyx cerdo), rădașcă (Lucanus cervus), Osmoderma eremita.
Pe lângă speciile protejate, pe teritoriul sitului au mai fost identificate 1 specie de păsări.